# Bohr-féle atommodell
A Bohr-féle atommodell Niels Bohr Nobel-díjas dán fizikus által 1913-ban közzétett modell az atom felépítéséről. 
A vonalas színképek értelmezésére és az atomok stabilitásának magyarázatára a korábban Ernest Rutherford által kifejlesztett atommodell nem volt alkalmas. Bohr ezt az elképzelést a Planck-féle kvantumfeltétellel és az Einstein-féle fotonhipotézissel egészítette ki.
A klasszikus fizikát alapfeltevésekkel, posztulátumokkal kiegészített modell elméletileg nem volt levezethető a klasszikus fizika alapján, de sikeresen magyarázta a Rydberg-formulát és a hidrogén színképét. Nem lehet vele értelmezni bonyolultabb atomok vonalas színképét, vagy akár kísérletileg megfigyelhető finomabb részleteket sem, erre csak az atom kvantumfizikai leírása alkalmas. A Bohr-modell azonban az atom felépítésének egy nagyon szemléletes leírása és az ott bevezetésre kerülő fogalmak (pl. pálya, stacionárius állapot) a kvantumfizikai modellben is használatosak.

## A modell alapfeltevései

Az elektronok stacionárius körpályái az atommag körül a Bohr-féle atommodell szerint

A Rutherford-féle atommodellben a negatív töltésű elektronok a pozitívan töltött atommag körüli körpályán keringenek. A klasszikus fizika törvényei szerint a centripetális erőt a pozitív és negatív töltés közötti vonzó erő, a Coulomb-erő szolgáltatja.
A Bohr-féle atommodell posztulátumai ezen túlmenően:
I. Az elektronok csak bizonyos megengedett sugarú körpályákon keringhetnek. Ezeken a pályákon az elektronok nem sugároznak, energiájuk állandó, ezért a pályák állandósult, ún. stacionárius pályák.
II. A stacionárius állapotok között átmenetek jöhetnek létre. Ekkor az elektron egyik stacionárius pályáról egy másikra kerül, miközben a két pálya közötti energiakülönbségnek megfelelő energiájú fotont az atom kibocsátja, vagy elnyeli. Az atom által emittált, vagy abszorbeált foton {\displaystyle f} frekvenciáját az energiafeltétel határozza meg:
{\displaystyle \Delta {E}=E_{2}-E_{1}=h\cdot f}.

III. A stacionárius pályák sugarát az elektron pályaperdületének (impulzusmomentumának) a kvantálási szabálya határozza meg. Eszerint az atommag körül {\displaystyle r} sugarú pályán {\displaystyle v} sebességgel keringő {\displaystyle m_{e}} tömegű elektron {\displaystyle L} impulzusmomentuma a legkisebb {\displaystyle \hbar } perdület egész számú többszöröse kell legyen:
{\displaystyle L=m_{e}\cdot r\cdot v=n\cdot {\frac {h}{2\pi }}=n\cdot \hbar },
ahol {\displaystyle n=1,2,3...} kvantumszám, {\displaystyle h} a Planck-állandó (hatáskvantum), {\displaystyle \hbar ={\frac {h}{2\pi }}} pedig a redukált Planck-állandó.
A III. posztulátumban szereplő n értéket főkvantumszámnak nevezzük.

## A hidrogén energiaszintjei
A Bohr-modell az atom energiaszintjeire jó eredményeket csak az egy elektronnal rendelkező rendszerek esetében ad, ilyenek a hidrogén vagy az ionizált hélium.
A modell abból indul ki, hogy az {\displaystyle m_{e}} tömegű, {\displaystyle e} elemi töltésű elektront {\displaystyle r} sugarú körpályán {\displaystyle v} sebességgel mozgató centripetális erő egyenlő a {\displaystyle Z} számú proton és az egy elektron közötti Coulomb-erővel:
{\displaystyle {\frac {m_{e}v^{2}}{r}}=k\cdot {\frac {Z\cdot e^{2}}{r^{2}}}}
ahol {\displaystyle k} a Coulomb-állandó, és {\displaystyle k={\frac {1}{4\pi \epsilon _{0}}}}, ahol {\displaystyle \epsilon _{0}} a vákuum permittivitása.
A harmadik posztulátum szerint pedig az elektron mozgásához tartozó impulzusmomentum:
{\displaystyle m_{e}\cdot r\cdot v=n\cdot \hbar }
A két egyenletből kifejezhető az {\displaystyle n} kvantumszámhoz tartozó sugár és sebesség:
{\displaystyle r_{n}={\frac {4\pi \epsilon _{0}\cdot \hbar ^{2}}{m_{e}\cdot Z\cdot e^{2}}}\cdot n^{2}={\frac {a_{0}}{Z}}\cdot n^{2}}
{\displaystyle v_{n}={\frac {Z\cdot e^{2}}{4\pi \epsilon _{0}\cdot \hbar ^{2}}}\cdot {\frac {1}{n}}}.
Az {\displaystyle a_{0}={\frac {4\pi \epsilon _{0}\cdot \hbar ^{2}}{m_{e}\cdot e^{2}}}} az {\displaystyle n=1} kvantumszámhoz tartozó legkisebb energiájú körpálya sugara, az ún. Bohr-sugár. Értéke: {\displaystyle a_{0}=52,9177\,{\mbox{pm}}}.
A nyugvónak tekinthető atommag körül keringő elektron teljes energiája az elektrosztatikus vonzáshoz tartozó potenciális energia és a mozgási (kinetikai) energia összege:
{\displaystyle E=E_{pot}+E_{kin}=-{\frac {1}{4\pi \epsilon _{0}}}\cdot {\frac {Ze^{2}}{r_{n}}}+{\frac {1}{2}}m_{e}{v_{n}}^{2}}
A sebesség fenti kifejezését behelyettesítve belátható, hogy a potenciális energia abszolút értéke kétszer annyi, mint a mozgási energia:
{\displaystyle E_{kin}={\frac {1}{2}}m_{e}{v_{n}}^{2}={\frac {1}{2}}\cdot {\frac {1}{4\pi \epsilon _{0}}}\cdot {\frac {Ze^{2}}{r_{n}}}={\frac {1}{2}}\cdot \left|E_{pot}\right|}
A teljes energia tehát negatív és fordítottan arányos a pálya sugarával:
{\displaystyle E=-{\frac {1}{4\pi \epsilon _{0}}}\cdot {\frac {Ze^{2}}{2r_{n}}}}
A maghoz közelebbi pályákhoz tartozó energia negatívabb. Ha az elektron energiája nő, akkor távolodik a magtól.
A pálya sugarát behelyettesítve, az {\displaystyle n} kvantumszámhoz tartozó állapotban a teljes energia:
{\displaystyle E_{n}=-{\frac {m_{e}\cdot Z^{2}e^{4}}{2\hbar ^{2}(4\pi \epsilon _{0})^{2}}}\cdot {\frac {1}{n^{2}}}}, ahol {\displaystyle n=1,2,3,...}
Az elektronpályákhoz tartozó diszkrét energiaértékek tehát egy sorozatot alkotnak, és az elemek {\displaystyle -{\frac {1}{n^{2}}}}-tel arányosak.
A fizikai állandók értékeit behelyettesítve:
| {\displaystyle E_{n}=(-13{,}6\ \mathrm {eV} ){\frac {1}{n^{2}}}\,} |
Ezek szerint a hidrogén legalacsonyabb energiaszintje −13,6 eV, a második −3,4 eV, a harmadik −1,5 eV és így tovább. Tehát, az alapállapotban lévő hidrogénatom ionizációs energiája 13,6 eV.

## A Rydberg-formula származtatása a Bohr-modell alapján

Bohr-féle atommodell és a foton elnyelése és kibocsátása

A Johannes Rydberg svéd fizikus által 1888-ban megadott Rydberg-formula kísérleti megfigyelésekből származott. A formula a Bohr-modellből levezethető, és a Rydberg-állandóra is jó értéket ad.
A Bohr-modell szerint, ha az elektron egy magasabb energiaszintről egy alacsonyabbra kerül, az atom a két energiaszint közötti energiakülönbségnek megfelelő energiájú fotont bocsát ki. Az energiaszinteket leíró fenti összefüggés alapján a különbség:
{\displaystyle E=E_{i}-E_{k}={\frac {m_{e}Z^{2}e^{4}}{2\hbar ^{2}(4\pi \epsilon _{0})^{2}}}\left({\frac {1}{n_{k}^{2}}}-{\frac {1}{n_{i}^{2}}}\right)\,}
ahol {\displaystyle i} jelöli a magasabb energiaszintet, {\displaystyle k} pedig az alacsonyabbat.
A fotonhipotézis alapján a foton energiája:
{\displaystyle E=h\cdot f=h\cdot {\frac {c}{\lambda }}\,},
ahol {\displaystyle f} a foton frekvenciája, {\displaystyle c} és {\displaystyle \lambda } a fény sebessége és hullámhossza.
Tehát:
{\displaystyle {\frac {m_{e}Z^{2}e^{4}}{2\hbar ^{2}(4\pi \epsilon _{0})^{2}}}\left({\frac {1}{n_{k}^{2}}}-{\frac {1}{n_{i}^{2}}}\right)=h\cdot {\frac {c}{\lambda }}}.
Miközben az elektron az {\displaystyle n_{i}} kvantumszámú energiaszintről az {\displaystyle n_{k}} szintre kerül az atom egy {\displaystyle {\frac {1}{\lambda }}} hullámszámú fotont bocsát ki: 
{\displaystyle {\frac {1}{\lambda }}={\frac {m_{e}Z^{2}e^{4}}{2\hbar ^{2}(4\pi \epsilon _{0})^{2}ch}}\left({\frac {1}{n_{k}^{2}}}-{\frac {1}{n_{i}^{2}}}\right)}.
Ez az ún. Rydberg-formula, amelyben az arányossági tényező a Rydberg-állandó:
{\displaystyle R={\frac {m_{e}Z^{2}e^{4}}{2\hbar ^{2}(4\pi \epsilon _{0})^{2}ch}}}.

## Kísérleti bizonyítása
A modell helytállóságának döntő bizonyítékává a Franck–Hertz-kísérlet vált. Kidolgozóit, James Franckot és Gustav Ludwig Hertzet 1925-ben fizikai Nobel-díjjal jutalmazták.

## A Bohr-Sommerfeld modell
Bohr modelljét két év múlva, a színképvonalak finomszerkezetét figyelembe véve pontosította Arnold Sommerfeld. A pontosított modellben az elektronok immár ellipszis alakú pályákon is mozoghatnak.